# Järnvallssjön
Järnvallssjön är en sjö i Hudiksvalls kommun i Hälsingland och ingår i Ljusnans huvudavrinningsområde. Sjön är 18,5 meter djup, har en yta på 1,21 kvadratkilometer och är belägen 171 meter över havet. Sjön avvattnas av vattendraget Hyboån.

## Delavrinningsområde
Järnvallssjön ingår i det delavrinningsområde (685102-152925) som SMHI kallar för Utloppet av Järnvallssjön. Medelhöjden är 211 meter över havet och ytan är 7,89 kvadratkilometer. Det finns ett avrinningsområde uppströms, och räknas det in blir den ackumulerade arean 12,55 kvadratkilometer. Hyboån som avvattnar avrinningsområdet har biflödesordning 2, vilket innebär att vattnet flödar genom totalt 2 vattendrag innan det når havet efter 122 kilometer. Avrinningsområdet består mestadels av skog (77 procent). Avrinningsområdet har 1,2 kvadratkilometer vattenytor vilket ger det en sjöprocent på 15,3 procent.